# Maître du Retable de Schöppingen
Le Maître du Retable de Schöppingen (aussi Maître de Schöppingen) est le nom de convention d'un maître anonyme, peintre actif à Münster d'environ 1440 à 1470.
L'artiste inconnu est appelé ainsi d'après une importante œuvre tardive, le retable de l'église Saint-Brice de Schöppingen. Le panneau central montre une scène de Crucifixion. Les volets contiennent une Nativité, l’Annonciation et des scènes de la Passion. 

## Style

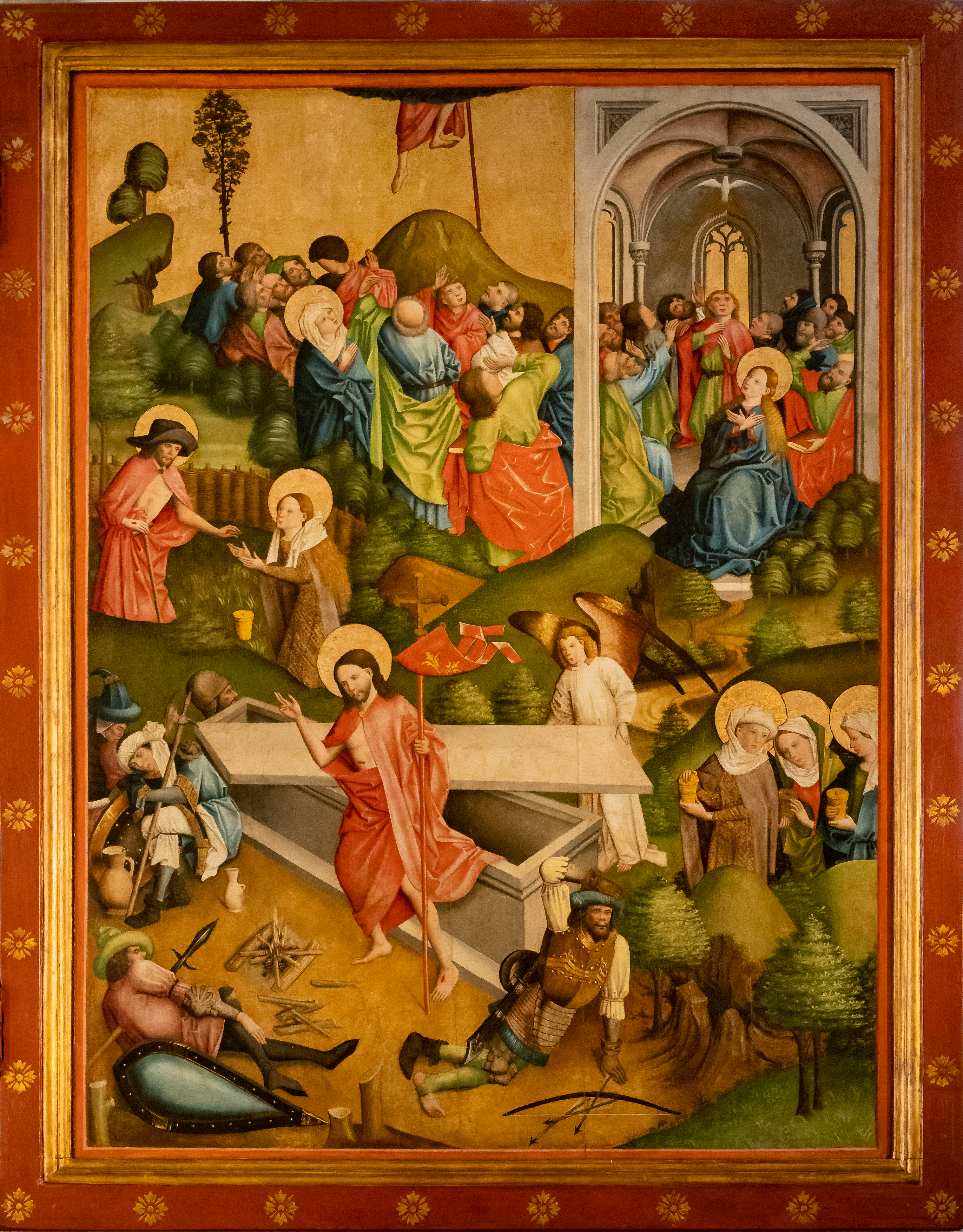
Retable de Schöppingen (vers 1470), Résurrection. Intérieur du volet droit.

Le style du Maître du Retable de Schöppingen montre des influences de Rogier van der Weyden et du Maître de Flémalle (Robert Campin).
Le maître a peut-être rencontré à Münster le peintre Johann Koerbecke. L'identification avec Johann von Soest (de) est considérée comme douteuse.
Trois grands retables du maître sont connus : le retable de Haldern est le premier. Il montre déjà tous les aspects de son style personnel : le fond est doré, mais un point de vue élevé révèle de nombreuses figures souvent échelonnées et des niveaux de paysage, tandis que les scènes secondaires sont dépeintes avec réalisme. Le retable de Schöppingen (vers 1454-1457) est conservé dans l'église Saint-Brice. C'est une des œuvres les plus remarquables de la peinture gothique tardive de la Westphalie. Le troisième retable, initialement dans l'église de Soest, puis conservé dans les musées de Berlin, a été détruit à Berlin en 1945.
Le maître de Schöppingen a introduit un réalisme dans la peinture en Allemagne dont l'effet se fait largement sentir, dans le retable de Schägl (maintenant au Cleveland Museum of Art, Ohio) ou dans les retables de Steinhagen (dans l’église protestante, vers 1450) et de Langenhorst attribués à Johann Koerbecke (vers 1455, au LWL-Landesmuseum).

## Retable de Haldern

Retable de Haldern déployé
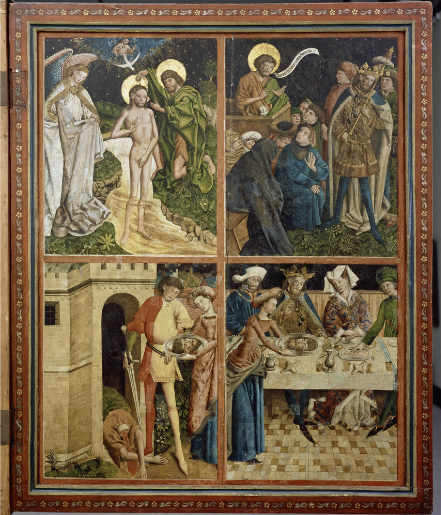
Dos gauche
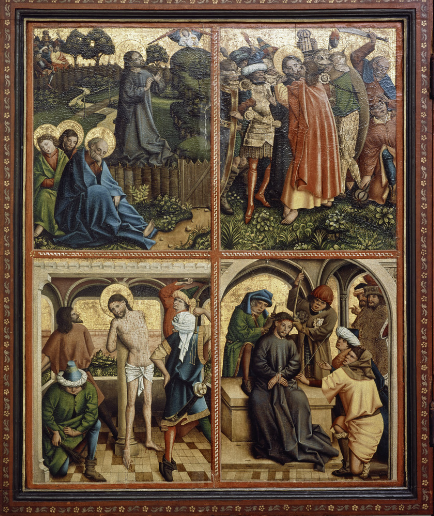
Panneau gauche
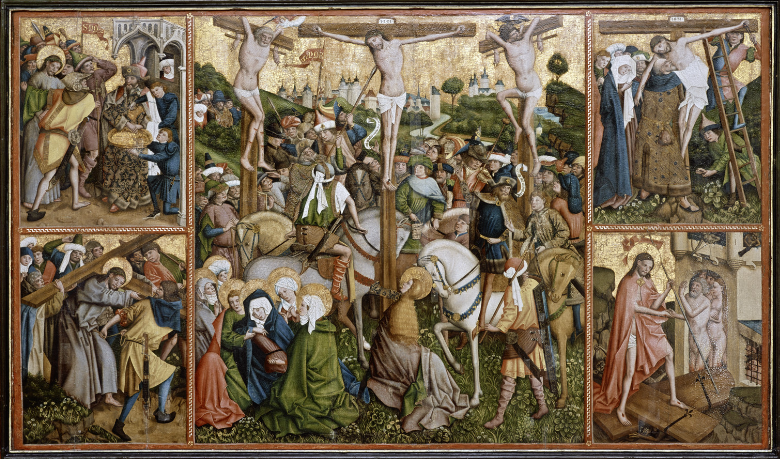
Panneau central
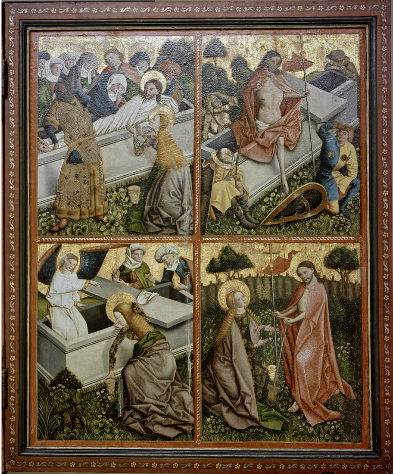
Panneau droit
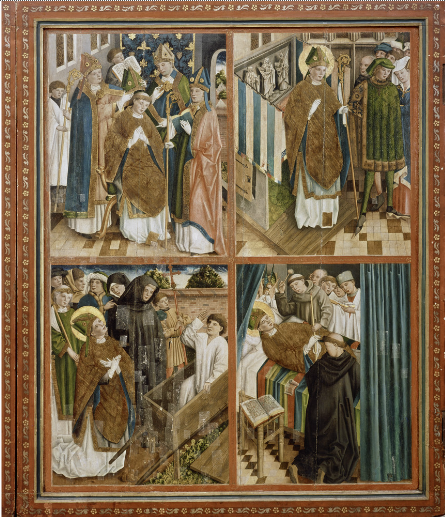
Dos droit

Le retable de Haldern, aussi appelé retable de Billerbeck
est nommé ainsi d'après l'église paroissiale de Haldern, maintenant un quartier de la ville de Rees. Peint vers 1450, ce retable a été découvert lors de la démolition de l'église en 1893; il a été entreposé à la cathédrale de Cologne en 1895 et est conservé au LWL-Landesmuseum de Münster. C'est un tableau de grande taille : le panneau central mesure 158,5 × 290 cm. Dans sa conception, il est proche du retable de Schöppingen. L'œuvre est manifestement basé sur la tradition en Westphalie inspirée par le maître de Münster qui a peint les retables à Warendorf, Darup et Isselhorst, mais des figures comme celle de Salomé montrent une familiarité avec le Maître de Flémalle ce qui suggère que le maître a possiblement séjourné aux Pays-Bas.
Panneau central
Le panneau central est partagé entre un tableau presque carré et deux ailes, elles-mêmes composées chacune de deux petits tableaux. Au centre est une scène de crucifixion, avec le Christ sur une croix très haute aux pieds de laquelle est agenouillée Marie Madeleine. À gauche, le bon larron, reconnaissable à l'ange blanc qui l'accueille, à droite le mauvais dont l'âme est prise par un diable noir. Au fond se détache, sur un arrière-plan doré, une belle ville médiévale faite de tourelles blanches aux toits d'ardoise, traversée par un fleuve. La foule aux pieds de la croix comporte tous les acteurs recensés du calvaire : le chevalier romain, le prêtre, le soldat qui perce le flanc du Christ à la lance. Certains sont identifiés par des banderoles. Le sol est couvert d'une végétation verte. À gauche, Marie en douleurs, soutenue par l'apôtre Jean et les autres Marie.
Les quatre tableaux latéraux du panneau central décrivent des scènes du calvaire : en haut à gauche, le Christ est mené devant Ponce Pilate, richement vêtu, qui se lave les mains dans une bassine dorée. En dessous, le Christ portant la croix sur le chemin de Golgotha, déjà soutenu par Simon de Cyrène mais poussé et tiré en avant. En haut à droite, la descente de la croix, et en bas à droite le Christ aux limbes. Portant l'étendard de la résurrection, il piétine les portes de l'enfer représenté sous la forme d'une citadelle fortifiée aux ouvertures grillagées, écrase un diable, et tend la main au premier des pénitents. Le partage correspond à diverses scènes de la passion du Christ qui sont représentées, dans le retable de Schöppingen, dans l'unique tableau central. 
Panneaux latéraux intérieurs
Les panneaux intérieurs sont chacun découpé en quatre tableaux. À gauche des scènes d'avant le calvaire : la prière au Mont des Oliviers, dans un jardin entouré de palissades que les soldats sont en train d'enjamber, alors que l'ange tient le calice, et les trois apôtres dorment ; ensuite le baiser de Judas et l'arrestation, avec saint Pierre levant sont épée pour couper l'oreille d'un assaillant ; la flagellation en bas à droite et le couronnement d'épine. Lorsque le retable est ouvert, le tableau montrant Ponce Pilate se lavant les mains est juste à droite de l'arrestation, et fait donc la jonction chronologique entre l'arrestation et la flagellation. Le panneau de droite montre la mise au tombeau, la résurrection, les trois Marie visitant le tombeau vide, et enfin Jésus en jardinier. Là également, la descente de croix du panneau central précède la mise au tombeau, et le séjour dans les limbes s'intercale entre la résurrection et la visite du tombeau vide.
Panneaux latéraux extérieurs
L'extérieur des panneaux est consacré, dans sa partie gauche, d'une à une vie de Jean-Baptiste, dans sa partie droite à la légende de saint Ludger. Chacun des panneaux est partagé en quatre tableaux. Sur le panneau de gauche, on voit le baptême du Christ, nu et debout dans le Jourdain, avec la colombe du Saint Esprit et à sa gauche un bel ange Reconnaissance. Sur ce même panneau à droite, Jean-Baptiste annonce la venue du seigneur. Le roi Hérode écoute. En dessous, à gauche, la scène montre le soldat ayant décapité Jean Baptiste présentant la tête sur un plateau à Salomé. Dans le dernier tableau, la tête est apportée à la table où sont rassemblés le roi et son entourage. Les personnages sont richement vêtus, et d'une grande élégance. Le peintre a soigné les coiffes de la reine et des autres personnes, et représente les chaussures très pointues à la mode au moment de la création du tableau.
Le panneau droit montre quatre scènes de la vie de saint Ludger (742-809) dont, en haut à gauche, le sacre de Ludger par l’archevêque de Cologne Hildebold en 805 et la mort de Ludger en bas à droite.

## Retable de Schöppingen

Retable de Schöppingen ouvert
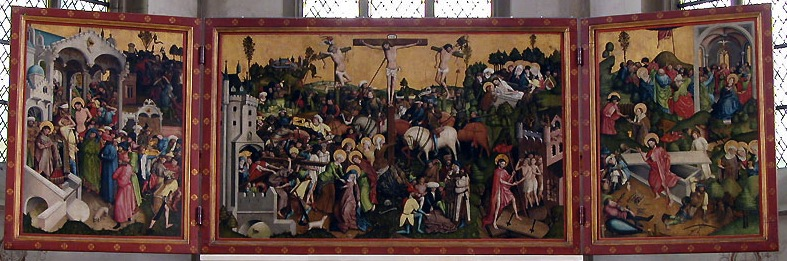

Le retable (vers 1454-1457) est conservé dans l'église Saint-Brice. C'est une des œuvres les plus remarquables de la peinture gothique tardive de la Westphalie. Dans la représentation, l'artiste renonce, dans les volets, aux figures de saints par ailleurs fréquentes, et se concentre sur l'histoire du Christ. Deux événements principaux de cette histoire sont chaque fois regroupés : Le Christ devenant homme, par l'Annonciation et la Nativité, sur les panneaux extérieurs des volets, et la délivrance (Passion, Crucifixion, Résurrection, Ascension, Pentecôte) sur le panneau central est le volets intérieurs. Le retable ne présente donc pas une face quotidienne quand il est fermé, et une face solennelle quand il est ouvert, mais plutôt une face de Noël (fermé) et une face de Pâques (ouvert). Les scènes de la Passion sont groupées dans un même tableau et liés par des espaces intermédiaires. L'unité du temps et de l'espace, si remarquable dans le retable de Haldern, ne présente que dans les panneaux extérieurs. L'intérieur des panneaux est l'un des premiers en Allemagne d'un réalisme cohérent caractéristique des Pays-Bas, et la scène resplendit de couleur.
Panneaux extérieurs

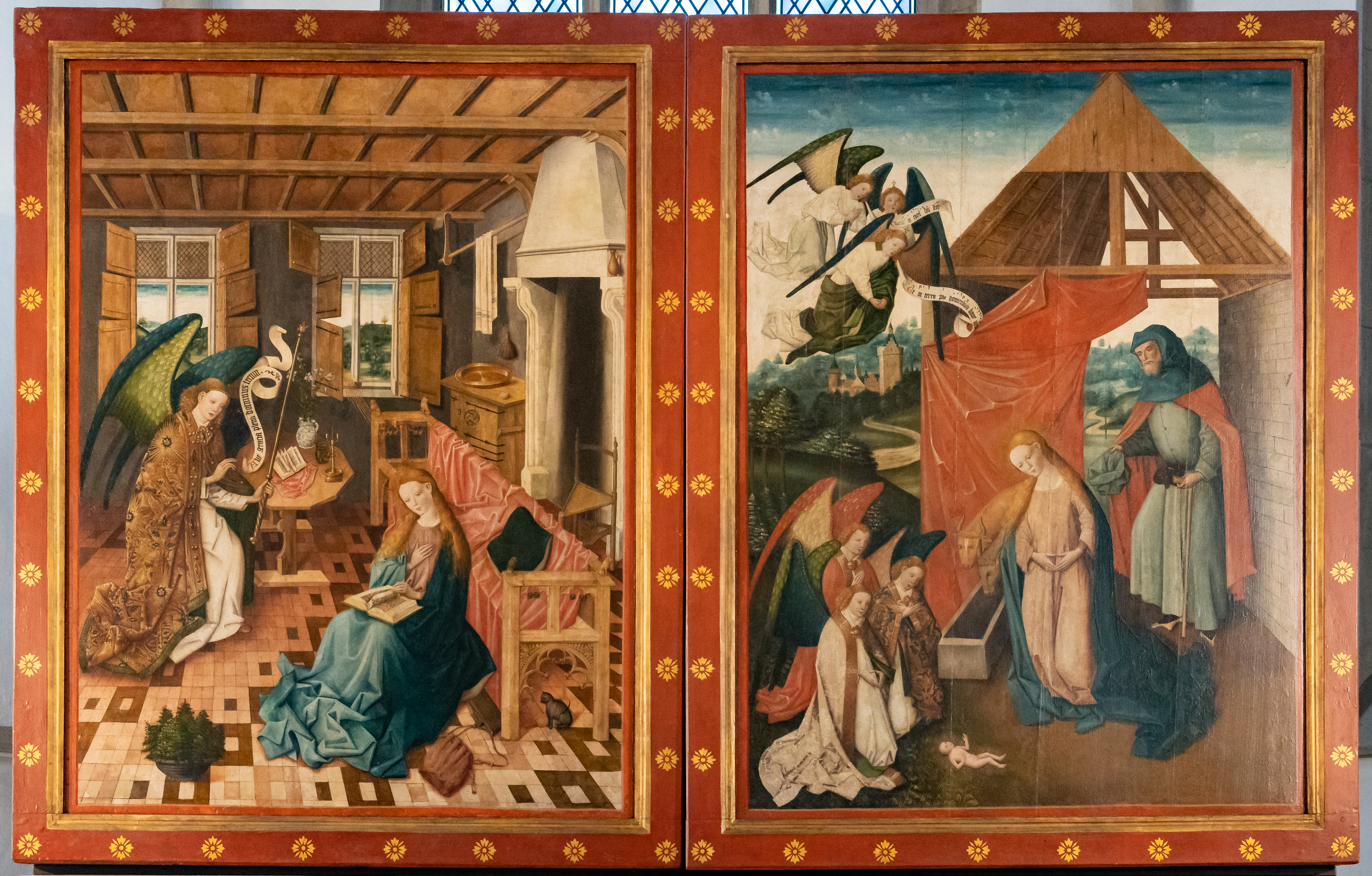
Retable de Schöppingen fermé

Les deux panneaux visibles lorsque les volets du retable sont fermés montrent à gauche une Annonciation et à droite une Nativité. Les deux images sont liées par des diagonales opposées qui traversent les compositions. Un autre contraste visible réside dans l’intérieur douillet de la chambre où a lieu l’annonciation, dans un ordonnancement proche du Maître de Flémalle, et la nativité où l'enfant gît, comme fréquent à l'époque, nu sur le sol, à l'extérieur, à peine protégé par la grange, adoré par trois anges. Le chœur d'anges annonce la naissance, et le paysage est rendu avec un soin particulier.
Panneau central
La scène de la crucifixion comporte, comme c'est fréquent dans de grand tableaux, une suite de séquences qui relatent le calvaire. Au centre, la croix et le crucifié, à ses pieds à gauche Marie en douleurs soutenue par Marie Madeleine et Jean l'apôtre, et juste derrière les autres Marie. Au pied de la croix, à droite, les prêtres juifs et les soldats jouant aux dés les vêtements du Christ. À gauche, une scène avant la crucifixion : la sortie du Christ des portes de Jérusalem, portant la croix. À droite, deux scènes après la mort : la mise au tombeau en haut à droite, et le Christ brisant les portes de l'enfer et libérant ses occupants, en bas à droite.
Panneau intérieur gauche

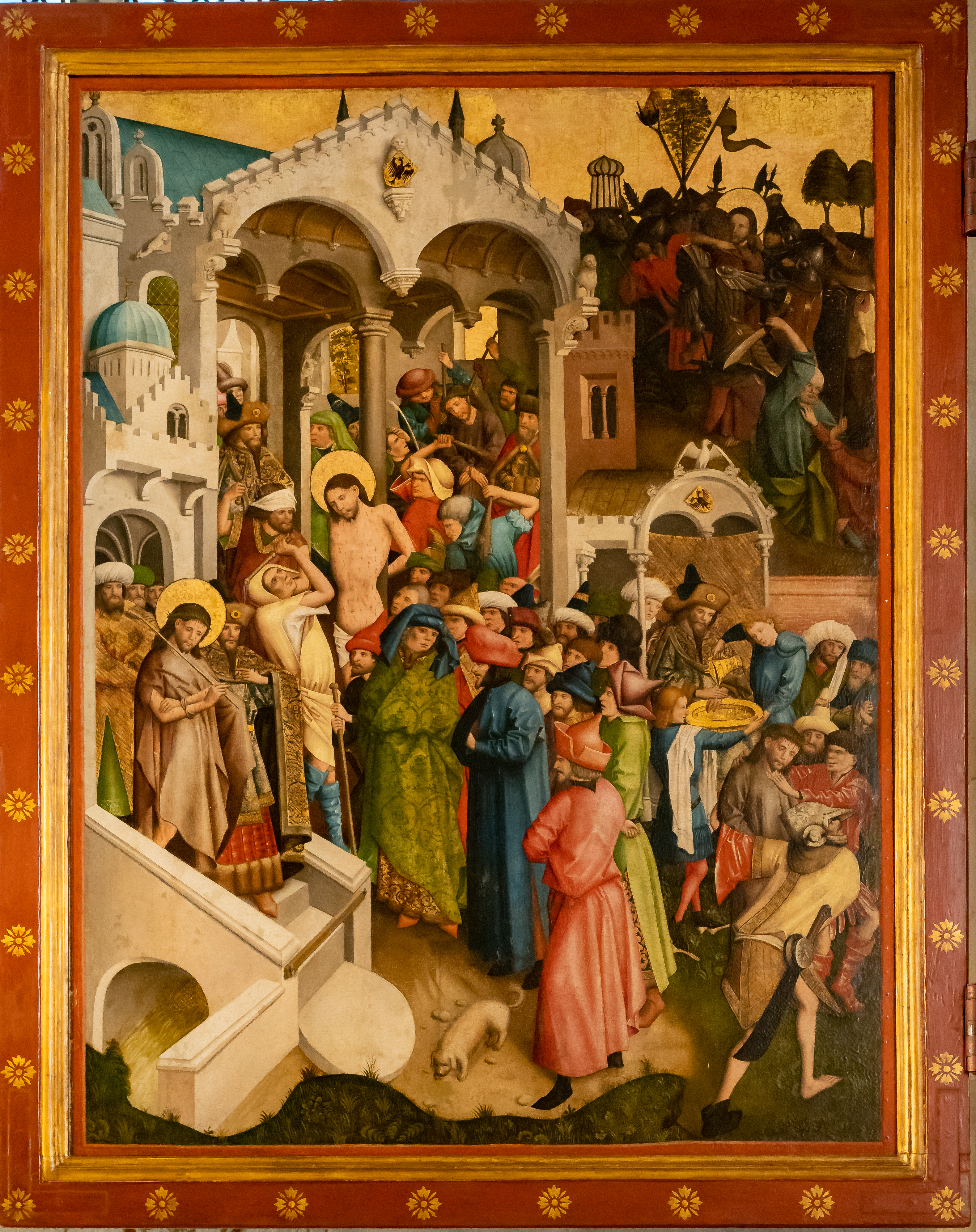
Retable de Schöppingen, Ecce homo. Intérieur du volet gauche.

La scène culmine en un Ecce homo. On voit tout en haut la prière au Mont des Oliviers, puis la Dérision du Christ, plus bas Pilate se lavant les mains.
Panneau intérieur droit
Le tableau est clairement partagé en quatre scènes : la scène centrale du bas représente la résurrection, le Christ levant la main droite en signe de bénédiction et tenant dans la main gauche l'étendard de la résurrection. Les soldats, autour d'un feu en forme de croix, sont endormis, alors qu'à droite les saintes femmes portent des récipients à onguent. Juste au-dessus, à droite, le Christ en jardinier apparaît à Marie Madeleine dans la scène du Noli me tangere. En haut à gauche, l'Ascension du Christ (on ne voit plus que le bas de ses jambes), et en haut à droite la Pentecôte, où le Saint Esprit descend sur l'assemblée des apôtres et de Marie.

## Autres œuvres
Les œuvres suivantes sont aussi attribuées au maître :
- Retable de la Wiesenkirche (Église Sainte-Marie-des-Prés de Soest) à Soest (vers 1460); jusqu'en 1931 dans les collections du Deutsches Museum (de) à Berlin. Perdu pendant la Seconde Guerre mondiale.

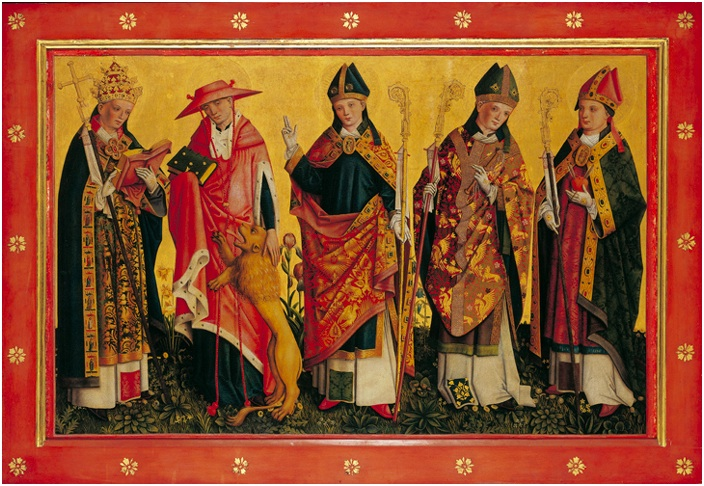
Saint-Nicolas (vers 1443), LWL-Landesmuseum.

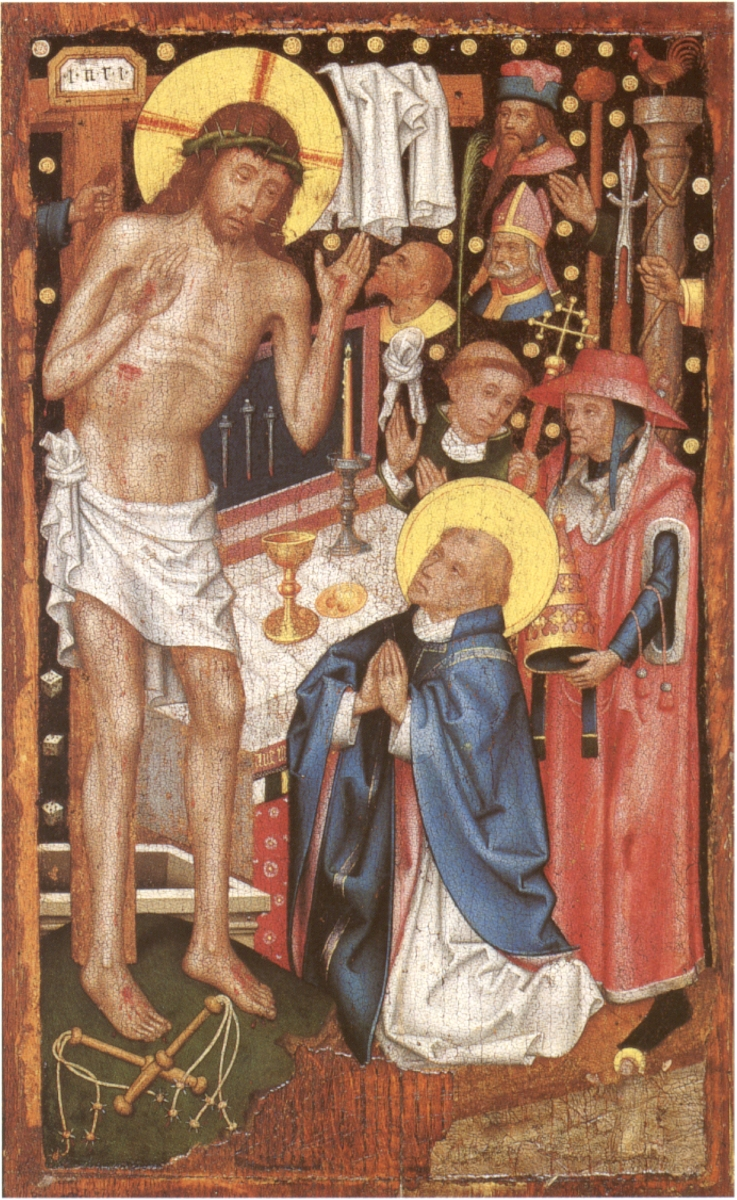
Messe de saint Grégoire (vers 1455), LWL-Landesmuseum.

- Saint Nicolas et les Pères de l'Église, de l'église du monastère de Marienthal-Niesing (de) de Münster, conservé au musée LWL d'art et de culture (de) à Münster[7]. 
Cette œuvre est datée de 1443[1], ou plus tardivement, vers 1455[8]. Les quatre Pères de l'Église représentés sont à gauche, Grégoire et Jérôme, et à droite Ambroise puis Augustin. Au centre saint Nicolas, à qui était dédié l'autel. Les personnages se détachent sur fond doré, et un soin particulier a été apporté au rendu des luxueux vêtements liturgiques. L'ensemble est richement coloré. Ce tableau est grand (107 × 165 cm), trop grand pour être une prédelle, le tableau a pu servir comme antependium, mais c'était plutôt le panneau central d'un retable dédié à saint Nicolas[8], car d'après Jászai, le monastère de Marienthal-Niesing avait ces saints pour patrons.
- Messe de saint Grégoire[9]. Ce tableau date d'environ 1455. De petite taille (48,5 × 29,5 cm), peint sur bois, il représente le pape Grégoire le Grand (540-604) en train de célébrer la messe en l'église Sainte-Croix-de-Jérusalem de Rome, avec en face de lui sur l'autel la vision du Christ en tant qu'Homme de douleur. Il est également au musée LWL d'art et de culture (de) de Münster.